# Arcturus (Satellit)
Arcturus (auch Aurora 4A) ist ein kleiner, geostationärer Kommunikationssatellit. Er wurde vom US-amerikanischen Satellitenoperator und -hersteller Astranis für das alaskische Satellitenkommunikationsunternehmen Pacific Dataport produziert. Arcturus sollte Alaska mit Highspeed-Internet von bis zu 7,5 Gbit/s versorgen, ging aber wegen eines Defektes nicht in den Regelbetrieb.

## Missionsverlauf
Der Start erfolgte am 1. Mai 2023 zusammen mit dem Kommunikationssatelliten ViaSat-3 Americas. Eine Falcon-Heavy-Trägerrakete brachte die beiden Satelliten vom Kennedy Space Center in Florida in eine nahezu geosynchrone Umlaufbahn. Innerhalb weniger Monate sollte der Satellit seine endgültige Umlaufbahn erreichen und an der Position 163° West über Alaska in Betrieb gehen. Schon kurz nach dem Start zeigte sich, dass sich die Solarpaneele nicht zur Sonne ausrichteten. Dadurch kann der Satellit seinen Zweck nicht erfüllen. Der Satellit UtilitySat soll im Jahr 2024[veraltet] temporär die Aufgabe von Arcturus übernehmen. Arcturus hingegen kann immerhin noch täglich 6 bis 12 Stunden betrieben werden und somit für Tests und andere Zwecke dienen.

## Technische Daten
Astranis baute den Satelliten auf Basis ihres MicroGEO-Satellitenbusses und rüstete ihn mit einer Ku-Band-Transpondernutzlast mit hohem Datendurchsatz aus. Arcturus ist etwa 300 kg schwer und sollte durch zwei Solarpaneele und Batterien mit Strom versorgt werden. Seine erwartete Lebensdauer betrug mindestens 7 Jahre.